# Zeletovo
Zeletovo (en serbe cyrillique : Зелетово), autrefois connu sous le nom de Suvo Polje,  est un village de Serbie situé dans la municipalité de Bojnik, district de Jablanica. Au recensement de 2011, il comptait 88 habitants.

## Démographie
| 1948 | 1953 | 1961 | 1971 | 1981 | 1991 | 2002 | 2011 |
| ---- | ---- | ---- | ---- | ---- | ---- | ---- | ---- |
| 262  | 261  | 225  | 161  | 155  | 131  | 110  | 88   |

|  |